# Африканский трипаносомоз
Африканский трипаносомоз, или сонная болезнь, — паразитарное заболевание людей и животных. Его вызывают эвгленозоидные одноклеточные паразиты, трипаносомы Trypanosoma brucei. Существуют два типа возбудителей заболевания, заражающих людей, Trypanosoma brucei gambiense (T.b.g.) и Trypanosoma brucei rhodesiense (T.b.r.), названные в честь своего первооткрывателя Дэвида Брюса, соответственно западноафриканский или гамбийский трипаносомоз и восточноафриканский или родезийский трипаносомоз. T.b.g вызывает более 98 % зарегистрированных случаев. Оба возбудителя обычно передаются через укус инфицированной мухи цеце и чаще всего встречаются в сельской местности, также могут передаваться от матери ребёнку через плаценту, при механической передаче через других кровососущих насекомых, уколе заражённой иглой, половом контакте. По данным ВОЗ данная нозология относится к группе забытых болезней.

## Симптомы и диагностика
Сначала, на первой стадии течения болезни, появляется лихорадка, головная боль, зуд и боль в суставах. Эти симптомы проявляются в срок от одной до трёх недель после укуса. Через несколько недель или месяцев начинается вторая стадия: спутанность сознания, плохая координация движений, онемение и нарушения сна, а также потеря веса. В случае неоказания медицинской помощи возможен летальный исход.
Диагностика основана на обнаружении паразита в мазке крови или в жидкости лимфатического узла. Для определения текущей стадии болезни между первой и второй часто требуется люмбальная пункция.

## Профилактика и лечение
Профилактика тяжёлых случаев предполагает наблюдение за группами риска среди населения и регулярные анализы крови на T.b.g. Лечение проходит легче, когда диагноз поставлен рано, до появления неврологических симптомов. Лечение на первой стадии болезни — пентамидин, сурамин. Лечение на второй стадии — эфлорнитин или комбинация нифуртимокса и эфлорнитина для случаев, вызываемых T.b.g. Хотя меларсопрол эффективен против обоих типов паразитов, его обычно используют только против T.b.r. из-за тяжёлых побочных эффектов.
В 2018 г. Европейское агентство лекарственных средств дало положительную оценку препарату фексинидазол для терапии сонной болезни у взрослых и детей старше 6 лет. Этот препарат станет первым, который принимается перорально и действует на обе стадии болезни. Недостатки препарата — удлинение интервала QT, меньшая эффективность, повышенный риск возникновения поздних рецидивов в сравнении со стандартным лечением.

## Распространённость

Скорректированный по инвалидности год жизни на 2012

Вспышки болезни регулярно происходят в некоторых регионах Тропической Африки; доля населения, входящая в группу риска, составляет примерно 70 миллионов человек, проживающих в 36 странах. В 2010 году эта болезнь вызвала 9000 смертей; уровень смертности понизился по сравнению с данными 1990 года (34 000 смертельных случаев). По оценкам, в настоящий момент заражено около 30 000 человек, из них 7000 были заражены в 2012 году. Более 80 % этих случаев зарегистрированы в Демократической Республике Конго. В недавнем прошлом произошло три крупных эпидемии: одна происходила с 1896 по 1906 год, начавшись в Уганде и Впадине Конго, а другие две — в 1920 и 1970 годах, в нескольких африканских государствах. Другие животные, например коровы, могут переносить эту болезнь и заражаться ей.